# Lili Fini Zanuck
Lili Fini (Leominster, 2 aprile 1954) è una produttrice cinematografica e regista statunitense.

## Biografia
Lili Fini è nata il 2 aprile 1954 a Leominster, in Massachusetts. Nel 1978 ha sposato il produttore cinematografico Richard D. Zanuck, iniziando cos' a lavorare con lui. Il suo primo film da produttrice fu Cocoon - L'energia dell'universo, diretto da Ron Howard e uscito nel 1985. Nel 1988, ha prodotto anche il suo seguito, Cocoon - Il ritorno.
Nel 1988, ha fondato con suo marito la Zanuck Company. Nel 1989, hanno prodotto il film A spasso con Daisy, il quale ha fatto vincere a loro il Premio Oscar al miglior film. A livello internazionale, il film ha vinto due Orsi d'oro al Festival internazionale del cinema di Berlino ed è stato candidato come miglior film ai British Academy of Film and Television Arts.
Nel 1991 ha diretto il suo primo film, Effetto allucinante, con protagonisti Jennifer Jason Leigh e Jason Patric. Successivamente, ha diretto un episodio della miniserie di HBO Dalla Terra alla Luna e tre episodi di Revelations. Nel 1999, ha diretto il video musicale di Breathe, di Faith Hill.
Inoltre, ha prodotto altri film, tra cui Scomodi omicidi, Fino a prova contraria e Il regno del fuoco.
Nel 2015, Zanuck ha prodotto e diretto il film TV Bessie. Per questo film, ha vinto un Emmy per il miglior film per la televisione.
Nel 2017 ha diretto il documentario Eric Clapton: A Life in 12 Bars, il quale è stato presentato al Toronto International Film Festival. Per questo film, è stata candidata ai Grammy Award per il miglior film musicale.

## Filmografia

### Produttrice

#### Cinema
- Cocoon - L'energia dell'universo (Cocoon), regia di Ron Howard (1985)
- Cocoon - Il ritorno (Cocoon: The Return), regia di Daniel Petrie (1988)
- A spasso con Daisy (Driving Miss Daisy), regia di Bruce Beresford (1989)
- Cambiar vita (Rich in Love), regia di Bruce Beresford (1992)
- Amnesia investigativa (Clean Slate), regia di Mick Jackson (1994)
- Wild Bill, regia di Walter Hill (1995)
- Dvoynik, regia di Artur Gural e Aleksey Maystrenko (1995)
- Scomodi omicidi (Mulholland Falls), regia di Lee Tamahori (1996)
- Fino a prova contraria (True Crime), regia di Clint Eastwood (1999)
- Il regno del fuoco (Reign of Fire), regia di Rob S. Bowman (2002)
- Eric Clapton: A Life in 12 Bars, regia di Lili Fini Zanuck (2017)

#### Televisione
- CBS Summer Playhouse - serie TV, episodio 1x07 (1987)
- Dead Lawyers, regia di Paris Barclay - film TV (2004)
- Bessie, regia di Dee Rees - film TV (2015)

### Regista

#### Cinema
- Effetto allucinante (Rush) (1991)
- Eric Clapton: A Life in 12 Bars (2017)

#### Televisione
- Dalla Terra alla Luna (From the Earth to the Moon) - miniserie TV, episodio 1x03 (1998)
- Revelations - miniserie TV, 3 episodi (2005)

#### Videoclip
- Flesh and Blood - Wilson Phillips (1992)
- Breathe - Faith Hill (1999)

## Riconoscimenti
- Premio Oscar
  - 1990 - Miglior film per A spasso con Daisy

- Premio Emmy
  - 2000 - Candidatura al miglior speciale varietà, musicale o comico per i Premi Oscar 2000
  - 2015 - Miglior film per la televisione per Bessie

- Premio BAFTA
  - 1991 - Candidatura al miglior film per A spasso con Daisy

- Grammy Award
  - 2019 - Candidatura al miglior film musicale per Eric Clapton: A Life in 12 Bars

- Academy of Country Music Awards
  - 2000 - Candidatura al video dell'anno per Breathe
  - 2000 - Candidatura all'album dell'anno per Breathe